# 齐格错
齐格错（藏語：བྱིའུ་སྐད་མཚོ，威利转写：byi'u skad mtsho，THL：Jiuké Tso），位于西藏阿里地区措勤县境内，地处措勤县东北部，达龙藏布干流上，第四纪时期曾与西侧的昂古错为一个大湖。现湖面海拔4663米，面积20.3平方公里。湖水从南部流出注入扎日南木错。